# 政通路
政通路是中華人民共和國上海市楊浦區一條東西走向道路。西起國定路，東與盤山路和黑山路相交。全長1600米。中華民國國民政府在制定大上海計劃時，將五角場附近規劃的一批道路名以「政」字開頭。1933年，政通路建成。沿路有五角場街道辦事處、復旦大學和第二軍醫大學宿舍。